# 高橋翼 (競馬)
高橋 翼（たかはし つばさ、1985年5月8日 -）は、地方競馬の船橋競馬場所属の元騎手である。最終所属は佐々木登厩舎。勝負服の柄は胴桃・白縦縞、袖桃。山形県出身、血液型B型。地方競馬教養センター騎手課程第77期生。

## 来歴
2003年3月31日付けで地方競馬騎手免許を取得し、川島正行厩舎からデビュー。同年4月28日第2回船橋競馬1日目第2競走C3八組条件戦パダンパダンで初騎乗（12頭立て11番人気12着）。その後佐々木登厩舎に所属変更。
2004年5月28日第3回船橋競馬4日目第3競走3歳条件戦（34万円以下）コーザイローラの騎乗（10頭立て8番人気6着）を最後に引退した。
地方通算成績は45戦0勝・2着3回・3着0回・勝率0.0%・連対率6.7%